# ダイアナモンキー
ダイアナモンキー(Cercopithecus diana)は、哺乳綱霊長目オナガザル科オナガザル属に分類される霊長類。別名ダイアナザル。

## 分布
ギニア南東部、コートジボワール南部、シエラレオネ、リベリア

## 形態
体長オス53-62cm、メス44-48cm。尾長70-90cm。体重オス3.5-7.5kg、メス2.2-5kg。全身は灰色や暗灰色の体毛で被われる。喉から胸部は白、背中は赤褐色、臀部は赤、尾は黒い体毛で被われる。額には三日月状に白い斑紋が入る。種小名dianaはローマ神話における月の女神「ディアナ（ダイアナ）」の意で、額の斑紋に由来し和名や英名と同義。大腿部から膝にかけて白い筋模様が入る。

## 分類
以前は亜種C. d. rolowayが含まれていたが、独立種ロロウェイモンキーC. rolowayとして分割する説が有力とされる。

## 生態
熱帯雨林に生息するが、水辺にある乾燥林に生息することもある。樹上棲で、主に樹冠部で生活する。1頭のオスとメスからなる5-50頭の中規模な群れを形成し生活する。他種と混群を形成する事もある。昼行性。
食性は植物食傾向の強い雑食で、木の葉、花、果実、種子、樹脂、昆虫などを食べる。
繁殖様式は胎生。1回に1頭の幼獣を産む。

## 人間との関係
森林伐採や木炭採取・農地開発・採掘などによる生息地の破壊、狩猟などにより生息数は減少している。1976年にガーナ個体群（ガーナには本種の亜種とされていたロロウェイモンキーが分布する）がワシントン条約附属書IIIに、1977年に霊長目単位でワシントン条約附属書IIに、1981年にワシントン条約附属書Iに掲載されている。
日本ではケルコピテクス属（オナガザル属）単位で、特定動物に指定されている。